# Lega dei Comunisti di Croazia
La Lega dei Comunisti di Croazia (in croato: Savez komunista Hrvatske, SKH) è stato un partito politico croato, il ramo della Lega dei Comunisti di Jugoslavia addetto al territorio della Repubblica Socialista di Croazia.
Il partito, nato nel 1937 col nome di Partito Comunista di Croazia, fu molto attivo durante la guerra di liberazione.
Si scioglierà nel 1990 e dalle sue ceneri si formerà il Partito dei Cambiamenti Democratici-Comunisti per la Croazia, più tardi Partito Socialdemocratico di Croazia.
Il 25 ottobre 1997 verrà fondato il Partito Socialista del Lavoro di Croazia fedele alle posizioni comuniste.

## Capi del Partito
- Segretari del Comitato centrale del KPH, poi SKH
- Đuro Špoljarić (agosto 1937-1939)
- Rade Končar    (1940-1941)
- Vlado Popović (1941-1942)
- Andrija Hebrang (1942-ottobre 1944)
- Vladimir Bakarić (ottobre 1944-1969)
- Savka Dabčević-Kučar (1969-dicembre 1971)
- Milka Planinc (14 dicembre 1971-maggio 1982)
- Presidenti della Presidenza del Comitato centrale del SKH
- Jure Bilić (maggio 1982-1º luglio 1983)
- Josip Vrhovec (1º luglio 1983-15 maggio 1984)
- Mika Špiljak (15 maggio 1984-maggio 1986)
- Stanko Stojčević (maggio 1986-dicembre 1989)
- Ivica Račan (13 dicembre 1989-novembre 1990)